# Buddhistický anarchismus
Buddhistický anarchismus či anarchistický buddhismus může být konkrétním příkladem náboženského anarchismu. Někteří jedinci jsou názoru, že kořeny anarchismu lze najít v buddhistickém učení. Mezi takové patří např. britský spisovatel Peter Marshall, který obhajuje tezi, že předchůdce anarchismu lze najít již v buddhismu, respektive buddhismu a taoismu.

## Buddhismus jako předchůdce anarchismu
V buddhismu se pojmem trilakšana (původem ze sanskrtu; v páli tilakhana) označují následující tři skutečnosti:
1. Vše (kromě nirvány) se neustále mění, nic není věčné ani stálé. (aničča)
2. Utrpení je po celé samsáře. (dukkha)
3. Vše je zbaveno individuálního „já“. (anattá)

Tedy nic není věčné, a to jak materiální bohatství, tak postavení člověka ve společnosti či člověk sám. Ideální stav není možný, ale je možné se k němu přiblížit. V určitých ohledech lze najít spojitost těchto myšlenek s anarchismem. Podle buddhistického učení je bódhisattva bytost, která provází jiné bytosti přes mnoho životů a snaží se vymýtit veškeré utrpení. Podle sociálního anarchismu člověka utiskuje stát i kapitalismus, čímž de facto dává podnět ke vzniku utrpení. U státu převládá touha po moci, naopak u kapitalismu touha po materiálním bohatství. Zkoušet ovládat ostatní bytosti je z pohledu „buddhistických anarchistů“ jen způsob, jak jim způsobit utrpení, což nakonec přivodí utrpení i těm, kteří se ostatní pokusili ovládnout. 
Podle buddhismu soucit pramení z nezištnosti. Soucit s ostatními bytostmi lze považovat za to, co některé buddhisty žene k aktivismu. Jelikož anarchismus není přesněji koncipován, může být některými buddhisty považován za vhodný prostředek, jak aktivně vystupovat s buddhistickými cíli. Příkladem jakési anarchie v buddhistickém učení by mohl být zenový buddhismus. V tomto kontextu může být na jeho vznik nahlíženo jako na učení, které nabouralo tehdejší „tradiční“ učení buddhismu. Zenový buddhismus je velmi variabilní a může se stát, že jeho stoupenci vědomě porušují některé základní prvky buddhistického učení. Dalším příkladem mohou být krátké básničky (kóany), které dostávají zenoví žáci za úkol řešit a které zcela postrádají racionální řešení.

## „Dharmoví tuláci“
V padesátých letech 20. století se začala rozmáhat generace, která se brzy začala označovat jako beat generation. Z této generace vzrostli četní spisovatelé jako je překladatel, ekologický aktivista a básník Gary Snyder či americká básnířka Diane di Prima. Byl to právě Gary Snyder, který se stal předlohou pro postavu Jephy Rydera v kultovním románu Jacka Kerouaca Dharmoví tuláci. Snyder strávil delší dobu v Japonsku, kde studoval zenový buddhismus a roku 1961 publikoval Buddhist Anarchism (v překladu Buddhistický anarchismus). V této práci Snyder popsal spojení, které podle něj existuje mezi anarchismem a buddhismem, které mají svůj původ v odlišných částech světa. Podle Snydera „byla milosrdenstvím Západu sociální revoluce; milosrdenstvím Východu byl vhled do sama sebe/prázdnoty“. Podobně argumentuje i již zmíněný Peter Marshall, podle kterého v buddhistickém učení není autorit, je rovnostářské a jedinec je roven jinému jedinci. Snyder dále obhajuje pacifismus, dobrovolnou chudobu, občanskou neposlušnost, otevřenou kritiku či právo jedince kouřit konopí a praktikovat polygamii či polyandrii. Snyder tak ve svých textech kloubí mnoho věcí dohromady včetně právě anarchismu a zenu.